# 斯奈尔斯群岛

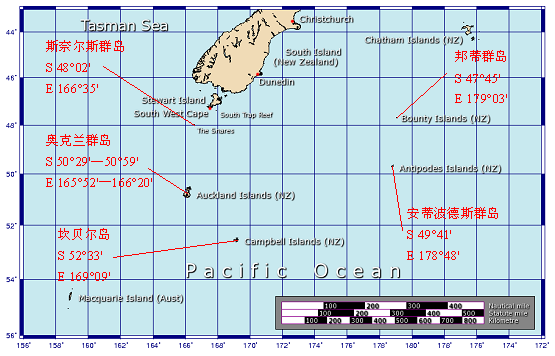
斯奈爾斯群島和其他亞南極群島及紐西蘭南島的相對位置圖

斯奈爾斯群島（英語：Snares Islands）是位於南極海隸屬於紐西蘭的群島。位於紐西蘭南島南方約200公里處，南緯48度01分、東經166度36分處，是世界遺產亞南極群島的一部分。包含包括東北島（Northeast Island）、高島（High Island）、布勞頓島（Broughton Island）、阿勒特礁（Alert Stack）以及其他一些小島，面積約為3.5平方公里。
該群島於1791年被喬治·溫哥華（George Vancouver）發現，因為認為這個島嶼附近的海域對船隻航行有危險，因此將此群島命名為「斯奈爾斯（陷阱）群島」。這群島自古就為毛利人所知，他們稱之為Te Taniwha（即The sea-monster＝海怪）。

## 自然
和受到捕鯨以及狩獵海豹的其他南極圈諸島不同的地方，斯奈爾斯群島保留了未開發自然的樣貌，有著多樣的無脊椎動物及當地特有的斯奈爾斯凤头企鹅 （學名：Eudyptes robustus）和斯奈爾斯沙錐（學名：Coenocorypha  heugli），該島基本上是禁止進入的。
另外在東北島上，於繁殖期會聚集約三百萬隻以上的灰鸌（學名：Puffinus griseus）繁殖。